# 아즈치정
아즈치정(일본어: 安土町)은 시가현 동부, 비와호 동안에 속해있던 가모군의 정이다. 
일본사의 시대구분의 하나인 아즈치모모야마 시대의 어원이 된 아즈치성이 지어진 땅으로서 알려져 있다.

## 인접한 자치체
- 오미하치만시
- 히가시오미시

## 역사
- 1954년 - 가모 군 아즈치촌과 오이소촌이 합병해 아즈치정이 성립하였다.
- 1955년 - 시미즈하나 지구가 간자키군 고카쇼정(현 히가시오미시)에 편입되었다.
- 2010년 3월 21일 - 오미하치만시와 대등 합병해 새로운 오미하치만시가 성립되었다.

## 교통

### 철도
- 서일본 여객철도 도카이도 본선

### 도로
- 국도 8호선